# Shawn McKnight
William Shawn McKnight (ur. 26 czerwca 1968 w Wichicie) – amerykański duchowny katolicki, biskup Jefferson City w latach 2018–2025, arcybiskup metropolita Kansas City od 2025.

## Życiorys
Święcenia kapłańskie otrzymał 28 maja 1994 i został inkardynowany do diecezji Wichita. Pracował głównie jako duszpasterz parafialny, był też m.in. wykładowcą i dyrektorem ds. formacji w kolegium Josephinum w Columbus, a także dyrektorem wykonawczym wydziału amerykańskiej Konferencji Episkopatu ds. duchowieństwa i życia konsekrowanego.
21 listopada 2017 papież Franciszek mianował go ordynariuszem diecezji Jefferson City. Sakry udzielił mu 6 lutego 2018 metropolita Saint Louis - arcybiskup Robert Carlson.
8 kwietnia 2025 został mianowany arcybiskupem metropolitą Kansas City w Kansas. Urząd objął 27 maja 2025. Paliusz otrzymał z rąk papieża Leona XIV 29 czerwca 2025.